# Hırvat türkisi
Hırvat türkisi (hrvatski: Hrvatska pjesma) pjesma je ljubavnog sadržaja. Pjesma je petrarkističkog manira. Autor pjesme je Mehmed Erdeljac. Pjesma je nastala 1588. ili 1589. godine. Pjesma pripada među prve cjelovite tekstove pisane arebicom. Pjesma se nalazila u jednoj turskoj zbirci rukopisa Austrijske nacionalne knjižnice. Zbirka sadrži hrvatske, njemačke i mađarske pjesme. Pjesmu je prvi objavio Friedrich Kraelitz 1911. godine u časopisu Archiv für slavische Philologie.